# Campionato armeno di calcio

Logo della Federcalcio armena

Il campionato armeno di calcio è un insieme di tornei nazionali istituiti dalla Federazione calcistica dell'Armenia (Football Federation of Armenia, FFA). I campionati sono suddivisi e organizzati in due livelli: la Bardsragujn chumb, massima divisione, e l'Araǰin Xowmb.

## Storia
Nacque nel 1992, dopo l'indipendenza dell'Armenia dall'URSS, mentre in precedenza, fra il 1936 e il 1991, si disputò un campionato di carattere regionale, come in molte delle altre repubbliche dell'ex URSS. Nelle sole stagioni 1995-96 e 1996-97 si è seguito il calendario dell'Europa occidentale, con stagioni che partono in autunno e terminano in primavera. Dal 1997 si è tornati al più consono (per uno stato del Caucaso) calendario annuale.

## I campionati
Queste sono le divisioni armene, tutte gestite dalla Football Federation of Armenia:
- Bardsragujn chumb (11 squadre);
- Araǰin Xowmb (13 squadre).

### Bardsragujn chumb
Le undici squadre si affrontano tre volte in un girone all'italiana. La prima conquista automaticamente il titolo di Campione d'Armenia ed accede al Primo turno preliminare di UEFA Champions League, la seconda e la terza al Primo turno preliminare di UEFA Europa Conference League. L'ultima classificata retrocede in Armenian First League, mentre la penultima gioca uno spareggio per mantenere la categoria contro la seconda classificata in Araǰin Xowmb.

### Araǰin Xowmb
Le tredici squadre si affrontano per tre volte in un girone all'italiana. La prima classificata accede direttamente in Bardsragujn chumb, mentre la seconda gioca uno spareggio contro la penultima della prima divisione per ottenere la promozione.

## Struttura dei campionati
| Livello | Livello | Serie                                                       | Serie                                                       | Serie                                                       | Serie                                                       | Serie                                                       | Serie                                                       | Serie                                                       | Serie                                                       | Serie                                                       | Serie                                                       | Serie                                                       | Serie                                                       | Serie                                                       | Serie                                                       | Serie                                                       | Serie                                                       | Serie                                                       | Serie                                                       |
| ------- | ------- | ----------------------------------------------------------- | ----------------------------------------------------------- | ----------------------------------------------------------- | ----------------------------------------------------------- | ----------------------------------------------------------- | ----------------------------------------------------------- | ----------------------------------------------------------- | ----------------------------------------------------------- | ----------------------------------------------------------- | ----------------------------------------------------------- | ----------------------------------------------------------- | ----------------------------------------------------------- | ----------------------------------------------------------- | ----------------------------------------------------------- | ----------------------------------------------------------- | ----------------------------------------------------------- | ----------------------------------------------------------- | ----------------------------------------------------------- |
| 1       | 1       | Football Federation of Armenia Bardsragujn chumb 11 squadre | Football Federation of Armenia Bardsragujn chumb 11 squadre | Football Federation of Armenia Bardsragujn chumb 11 squadre | Football Federation of Armenia Bardsragujn chumb 11 squadre | Football Federation of Armenia Bardsragujn chumb 11 squadre | Football Federation of Armenia Bardsragujn chumb 11 squadre | Football Federation of Armenia Bardsragujn chumb 11 squadre | Football Federation of Armenia Bardsragujn chumb 11 squadre | Football Federation of Armenia Bardsragujn chumb 11 squadre | Football Federation of Armenia Bardsragujn chumb 11 squadre | Football Federation of Armenia Bardsragujn chumb 11 squadre | Football Federation of Armenia Bardsragujn chumb 11 squadre | Football Federation of Armenia Bardsragujn chumb 11 squadre | Football Federation of Armenia Bardsragujn chumb 11 squadre | Football Federation of Armenia Bardsragujn chumb 11 squadre | Football Federation of Armenia Bardsragujn chumb 11 squadre | Football Federation of Armenia Bardsragujn chumb 11 squadre | Football Federation of Armenia Bardsragujn chumb 11 squadre |
| 2       | 2       | Football Federation of Armenia Araǰin Xowmb 13 squadre      | Football Federation of Armenia Araǰin Xowmb 13 squadre      | Football Federation of Armenia Araǰin Xowmb 13 squadre      | Football Federation of Armenia Araǰin Xowmb 13 squadre      | Football Federation of Armenia Araǰin Xowmb 13 squadre      | Football Federation of Armenia Araǰin Xowmb 13 squadre      | Football Federation of Armenia Araǰin Xowmb 13 squadre      | Football Federation of Armenia Araǰin Xowmb 13 squadre      | Football Federation of Armenia Araǰin Xowmb 13 squadre      | Football Federation of Armenia Araǰin Xowmb 13 squadre      | Football Federation of Armenia Araǰin Xowmb 13 squadre      | Football Federation of Armenia Araǰin Xowmb 13 squadre      | Football Federation of Armenia Araǰin Xowmb 13 squadre      | Football Federation of Armenia Araǰin Xowmb 13 squadre      | Football Federation of Armenia Araǰin Xowmb 13 squadre      | Football Federation of Armenia Araǰin Xowmb 13 squadre      | Football Federation of Armenia Araǰin Xowmb 13 squadre      | Football Federation of Armenia Araǰin Xowmb 13 squadre      |

## Coppe nazionali
- Hayastani Ankaxowt'yan Gavat': coppa nazionale, si affrontano tutte le squadre dei due campionati
- Hakob Tonoyani anvan Sowpergavat': supercoppa nazionale, si affrontano la vincitrice della Bardsragujn chumb e della Coppa d'Armenia.